# Мінералургія
Мінералургія (рос. минералургия, англ. minerallurgy, нім. Mineralurgie f) — розділ гірничих наук, що розробляє теорію процесів і технологію отримання з корисних копалин кондиційної мінеральної продукції для безпосереднього використання і подальшої переробки.
Мінералургія є теоретичною базою збагачення корисних копалин, а також включає ряд нових напрямів (рудопідготовка, селективне розкриття мінералів, направлена зміна природних властивостей мінералів, хімічне збагачення і синтез техногенних мінералів), спеціальні методи збагачення.
Мінералургія дозволяє знайти науково обґрунтовані шляхи розробки ефективної, малоенергоємної технології переробки бідних, важкозбагачуваних руд з повним вилученням корисних компонентів і комплексним використанням сировини, включаючи утилізацію відходів виробництва.
Мінералургія охоплює весь комплекс операцій первинної переробки корисних копалин в тому числі рудопідготовку, збагачувальні процеси концентрування і розділення мінералів механічними, фізичними і фізико-хімічними методами, хімічним збагаченням, процеси зневоднення і грудкування, а також ряд ін. операцій, необхідних для досягнення заданих кондицій за вмістом корисних компонентів і домішок, гранулометричним складом, вологістю і ін. параметрами якості кінцевих продуктів (концентратів).
Мінеральна сировина може зазнавати хімічно-металургійної переробки з одержанням матеріалів (металів, хім. речовин) або надходити на механічні і інші види обробки.